# Agathia
Agathia är ett släkte av fjärilar. Agathia ingår i familjen mätare.

## Bildgalleri

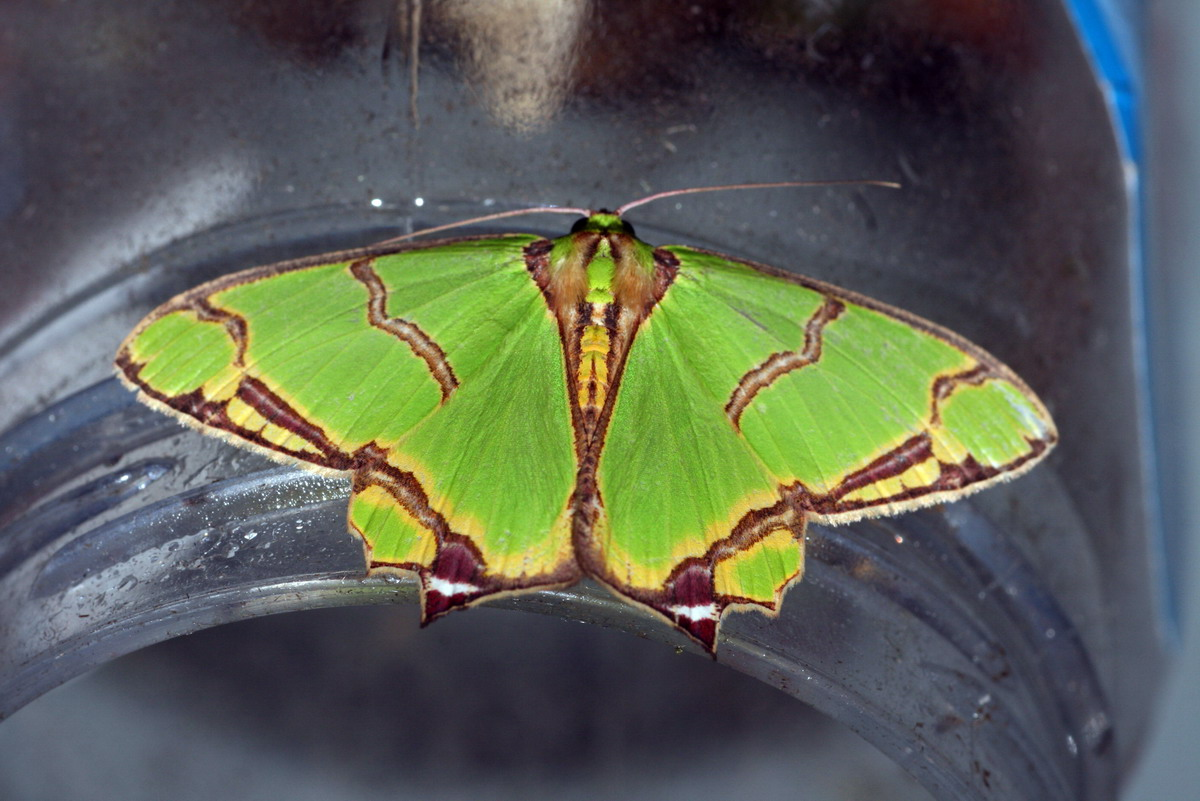
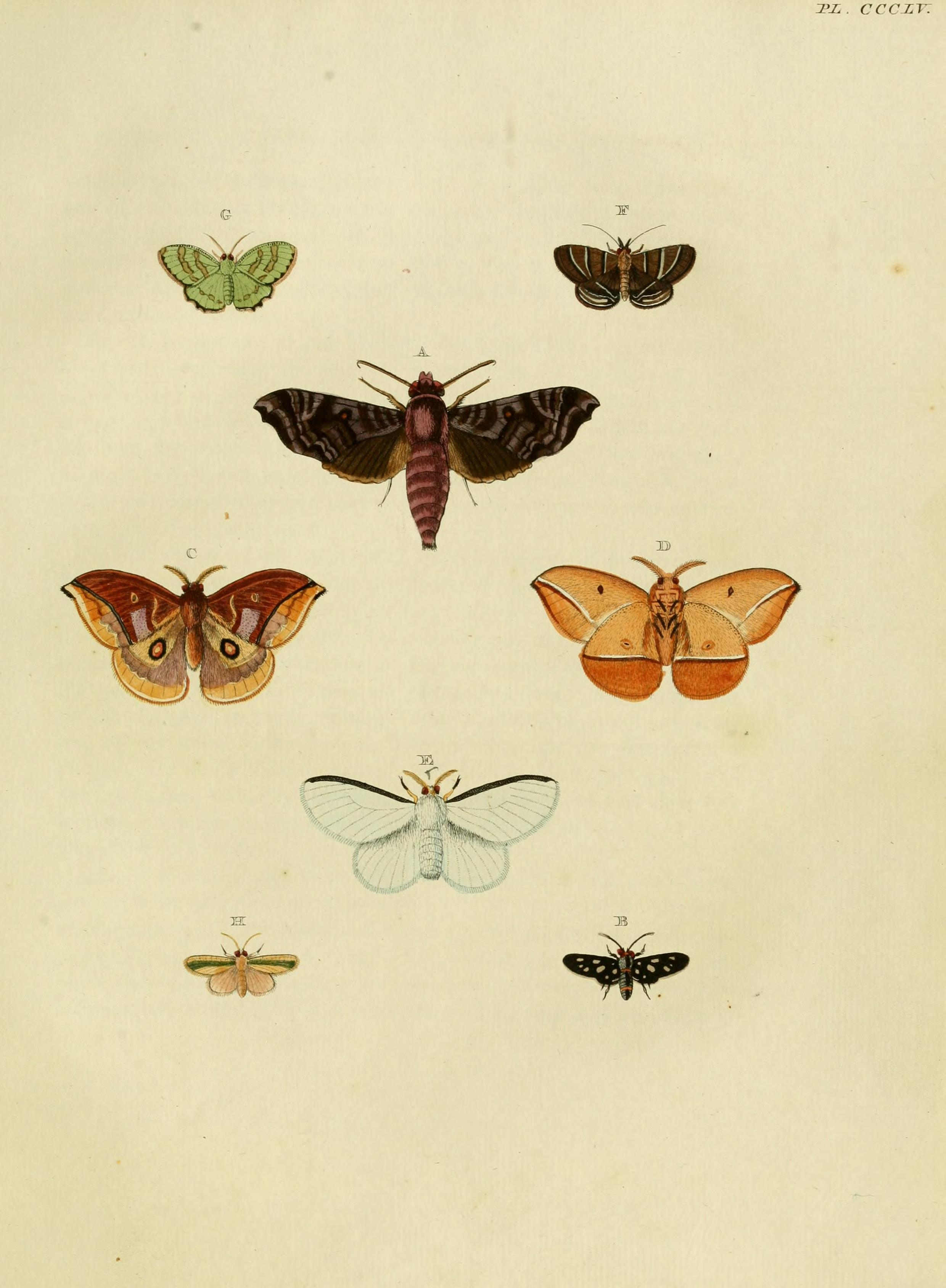
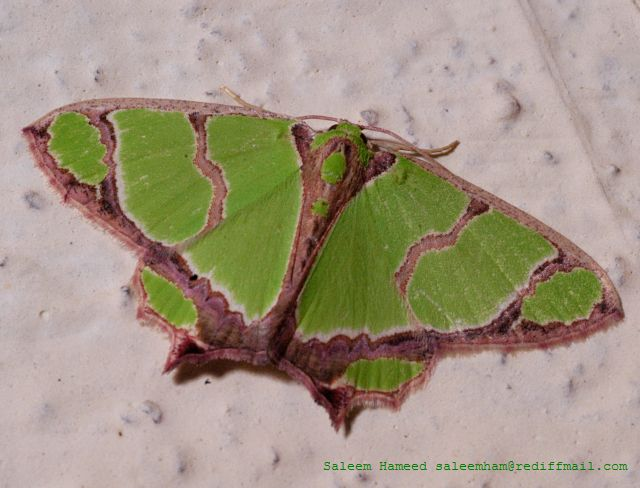

## Dottertaxa tillAgathia, i alfabetisk ordning[1]
- Agathia abacta
- Agathia aequisecta
- Agathia affluens
- Agathia albiangularia
- Agathia albicurvatura
- Agathia albipunctulata
- Agathia ampla
- Agathia andamanensis
- Agathia angustilimes
- Agathia antitheta
- Agathia aquilonis
- Agathia arcuata
- Agathia asterias
- Agathia australis
- Agathia batjanensis
- Agathia beata
- Agathia brabanti
- Agathia carissima
- Agathia catenaria
- Agathia chizumon
- Agathia cistifera
- Agathia codina
- Agathia confuscata
- Agathia conjunctiva
- Agathia conjux
- Agathia conviridaria
- Agathia curvifiniens
- Agathia defecta
- Agathia dimota
- Agathia diplochorda
- Agathia discisticta
- Agathia disconnecta
- Agathia discriminata
- Agathia distributa
- Agathia diversiformis
- Agathia diversilinea
- Agathia eara
- Agathia elenaria
- Agathia elismobathra
- Agathia eromena
- Agathia exquisita
- Agathia furcula
- Agathia furtiva
- Agathia gaudens
- Agathia gemma
- Agathia gigantea
- Agathia hainanensis
- Agathia hedia
- Agathia hemithearia
- Agathia hilarata
- Agathia ichnospora
- Agathia impar
- Agathia incudaria
- Agathia intercissa
- Agathia irregularis
- Agathia isogyna
- Agathia ithearia
- Agathia jowettorum
- Agathia klossi
- Agathia kühni
- Agathia lactata
- Agathia lacunaria
- Agathia laetata
- Agathia laqueifera
- Agathia largita
- Agathia latilimes
- Agathia libera
- Agathia luzonensis
- Agathia lycaenaria
- Agathia lycaenidia
- Agathia maculimargo
- Agathia magnifica
- Agathia magnificentia
- Agathia malgassa
- Agathia minuta
- Agathia multiscripta
- Agathia obnubilata
- Agathia obsoleta
- Agathia ochrofusa
- Agathia ochrotypa
- Agathia olivacea
- Agathia papuensis
- Agathia par
- Agathia pauper
- Agathia pisina
- Agathia prasina
- Agathia prasinaspis
- Agathia punctata
- Agathia quinaria
- Agathia reducta
- Agathia rubrilineata
- Agathia samuelsoni
- Agathia sinuifascia
- Agathia siren
- Agathia solaria
- Agathia subcarnea
- Agathia subdeleta
- Agathia subreducta
- Agathia succedanea
- Agathia suzukii
- Agathia tetraplochorda
- Agathia veneranda
- Agathia vernifera
- Agathia vicina
- Agathia viridana
- Agathia visenda
- Agathia zonaria
- Agathia zonarius